# Напади на Уагадугу 2018.
Напади на Уагадуду догодили су се 2. марта 2018. године. Најмање осам наоружаних милитаната покренуло је напад на кључне локације широм Уагадугуа, главног града Буркине Фасо. Циљеви су били француска амбасада и седиште војске Буркине Фасо.

## Позадина напада
Након либијског грађанског рата 2011. године, милитантни напади су постали учесталији због великог прилива оружја и бораца у регион. Суседни Мали се суочио са сукобом у Азаваду који је претио да ће поделити земљу. Од 2015. године, Буркина Фасо се суочава са прекограничним нападима и спорадичним нападима на својој територији, што је резултат нестабилности и немира у суседним земљама. Током протеклих година/У скорије време у главном граду Уагадугуу одиграла/догодила су се два велика напада: 2016. године у нападу на хотел и ресторан убијено је 30 људи, укључујући и странаца; а 2017. године у сличном нападу убијено је 19 људи, укључујући и странаца. Оба ова напада извршила је Ал-Каида у Исламском Магребу.
2014. године Буркина Фасо се суочила са устанком, што је касније те године довело до пада председника Блеза Компаореа. Буркина Фасо је чланица Транссахарског противтерористичког партнерства и због њене посвећености мировним трупама у Малију и Судану постала је мета за екстремисте у региону.

## Напади
Око 10:00 сати, нападачи су започели напад на војно седиште, детонирајући ауто-бомбу у очигледном покушају да се циља састанак виших официра. Експлозија је уништила једну просторију у згради. Мало након напада на штаб војске, нападачи су се окупили код француске амбасаде, размењујући ватру са локалним снагама безбедности и француским војним специјалним снагама. Према изјави амбасаде, циљ је био и француски институт, културна организација која се налази у граду. Локална полиција сматра да су иза напада, који су укључивали пуцњаву и најмање једну ауто-бомбу, били "исламски екстремисти". Многи нападачи су наводно носили војне униформе. Према речима министра комуникација Ремија Дажуинуа, четири милитаната је убијено у амбасади, а најмање три убијено је у близини штаба војске. Шеснаест људи је убијено, а 85 рањено.

Западно од престонице, из канцеларије шефа штаба војне заједнице издигао се густ дим, где су неименовани сведоци извештавали о гласним експлозијама. У тој и у суседним зградама прозори су били сломљени.

## Починиоци
Дан након напада, група за подршку исламу и Муслиманима (ЈИМ), огранак Ал Каиде у Исламском Магребу под вођством Ијад Аг Галија, преузела је одговорност за напад, као одмазду за напад током операције Баркхане од стране француске војске на северу Малија.
Група је 5. марта објавила слику самоубилачког бомбаша који је детонирао експлозив у штабу војске и идентификовала га као Јунуса ал-Фуланија.
7. марта ухапшено је осам људи повезаних са нападом, укључујући два војна официра.